# Liste der Kunstwerke im öffentlichen Raum in Wien/Brigittenau
Diese Liste der Kunstwerke im öffentlichen Raum in der Brigittenau enthält die im „Wien Kulturgut“ (digitalen Kulturstadtplan der Stadt Wien) gelisteten Kunstwerke im öffentlichen Raum (Public Art) im Bezirk Brigittenau.
Gedenktafeln bzw. Gedenksteine sind in der Liste der Gedenktafeln und Gedenksteine in Wien/Brigittenau angeführt.

## Kunstwerke
| Foto |                 | Name                                                                                         | Typ                                      | Standort                                                                               | Künstler              | Datierung | Beschreibung | Metadaten |
| ---- | --------------- | -------------------------------------------------------------------------------------------- | ---------------------------------------- | -------------------------------------------------------------------------------------- | --------------------- | --------- | --- | --- |
| ja   | Datei hochladen | Skulptur „Räumlich-plastische Entfaltung einer Skulptur“ ID: 42111                           | Profanplastiken/Kunst am Bau freistehend | Adalbert-Stifter-Straße / Dresdner Straße 3 Standort                                   | Josef Pillhofer       | ca. 1982  | Massige Figur aus Margarethner Kalksandstein | Standort: Wohnhausanlage |
| ja   | Datei hochladen | Brunnen „Ruhendes Paar“ ID: 41473 HERIS-ID: 63435 Objekt-ID: 76097                           | Profanplastiken/Kunst am Bau freistehend | Adalbert-Stifter-Straße 25-27 Standort                                                 | Hannes Haslecker      | 1957      | Natursteinplastik | Standort: Wohnhausanlage, zwischen A. Stifter-Str. 25-27                                                                               |
| ja   | Datei hochladen | Figuration ID: 42231 HERIS-ID: 62884 Objekt-ID: 75475                                        | Profanplastiken/Kunst am Bau freistehend | Adalbert-Stifter-Straße 34 / Jägerstraße 89-107 Standort                               | Josef Schagerl        | 1966      | Plastik aus Chromnickelstahl | Standort: Wohnhausanlage, Vorplatz |
| ja   | Datei hochladen | Abstrakte Komposition ID: 42123                                                              | Profanplastiken/Kunst am Bau freistehend | Adalbert-Stifter-Straße 35 Standort                                                    | Hans Robert Pippal    |           | Betonwand mit Glasmosaikfenstern, ein Teil wurde 2013 wegen Baufälligkeit abgerissen | Standort: Wohnhausanlage, Stg. 9 |
| ja   | Datei hochladen | Kinderfigur ID: 46625                                                                        | Profanplastiken/Kunst am Bau freistehend | Allerheiligenplatz Standort                                                            | Karl Philipp          | 1911      | Figur eines Mädchens auf Betonfundament | Standort: Im Park |
| ja   | Datei hochladen | Quellnymphe (Sitzendes Mädchen) ID: 42690                                                    | Profanplastiken/Kunst am Bau freistehend | Brigittenauer Lände 48 A Standort                                                      | Rudolf Schwaiger      | 1976      | Marmorplastik | Standort: Wohnhausanlage im Innenhof                                                                                                   |
| ja   | Datei hochladen | Brigittenauer Brunnen ID: 41180 HERIS-ID: 63430 Objekt-ID: 76092                             | Profanplastiken/Kunst am Bau freistehend | Dietmayrgasse 2 / Brigittenauer Lände / Klosterneuburger Straße Standort               | Wander Bertoni        | 1963      | Kunststeinbrunnen mit Glasmosaiken | Standort: Wohnhausanlage, Otto-Gründe (Dr.-Ellenbogen-Hof)                                                                             |
| ja   | Datei hochladen | Vater mit Sohn ID: 41714 HERIS-ID: 63429 Objekt-ID: 76091                                    | Profanplastiken/Kunst am Bau freistehend | Dietmayrgasse 2 / Brigittenauer Lände / Klosterneuburger Straße Standort               | Rudolf Kedl           | 1961      | Natursteinplastik | Standort: Wohnhausanlage, Otto-Gründe (Dr.-Ellenbogen-Hof); Vorplatz                                                                   |
| ja   | Datei hochladen | Pfeiler ID: 42057                                                                            | Profanplastiken/Kunst am Bau freistehend | Dresdner Straße 48-54 / Leithastraße 29 Standort                                       | Eduard Robitschko     | 1962      | Eisenplastik | Standort: Wohnhausanlage |
| ja   | Datei hochladen | Brunnen mit „Knieender weiblicher Figur“ ID: 42666 HERIS-ID: 63441 Objekt-ID: 76105          | Profanplastiken/Kunst am Bau freistehend | Engerthstraße 60-74 Standort                                                           | Georg Zauner          | 1958      | Kunststeinbrunnen mit Natursteinplastik | Standort: Wohnhausanlage |
| ja   | Datei hochladen | Brigittakapelle ID: 46626 HERIS-ID: 41513 Objekt-ID: 42002                                   | Sakrale Kleindenkmäler                   | Forsthausgasse gegenüber Nr. 15 Standort                                               | Filiberto Lucchese    | 1651      | Die Brigittakapelle ist eine freistehende achteckige Kapelle, das achteckige Zeltdach wird von einer Laterne mit Rundbogenöffnungen bekrönt. Innen befindet sich ein zeitgenössisches Altarbild mit Darstellung von Erzherzog Leopold Wilhelm vor der Heiligen Brigitta und der Dreifaltigkeit und ein Kuppelfresko mit Darstellung der wundersamen Rettung des Erzherzogs vor einer schwedischen Kanonenkugel, das aus dem Jahr 1903 von Andreas Groll stammt. | Standort: Im kleinen Park |
| ja   | Datei hochladen | Sitzender Eisbär ID: 41496 HERIS-ID: 62833 Objekt-ID: 75419                                  | Profanplastiken/Kunst am Bau freistehend | Gerhardusgasse / Pappenheimgasse / Jägerstraße / Brigittaplatz 2 Standort              | Gertrude Fronius      | 1961      | Kunststeinplastik | Standort: Wohnhausanlage, Bauwich |
| ja   | Datei hochladen | Bär mit Jungem ID: 41611                                                                     | Profanplastiken/Kunst am Bau freistehend | Gerhardusgasse/Pappenheimgasse/Jägerstraße/Brigittaplatz 2 Standort                    | Mathias Hietz         | 1962      | Natursteinplastik | Standort: Wohnhausanlage |
| ja   | Datei hochladen | Freistehende Wand „100 Jahre Automobil“ ID: 42302                                            | Profanplastiken/Kunst am Bau freistehend | Gerhardusgasse / Pappenheimgasse / Jägerstraße 47 / Brigittaplatz Standort             | Leopold Schmid        | 1961      | Wand aus glasierten Terrakottaplatten | Standort: Wohnhausanlage, Bauwich |
| ja   | Datei hochladen | Zeichen ID: 42182 HERIS-ID: 63426 Objekt-ID: 76088                                           | Profanplastiken/Kunst am Bau freistehend | Griegstraße 1-3 / Engerthstraße / Luntzgasse / Handelskai / Robert-Blum-Gasse Standort | Karl Prantl           | 1959      | Marmorskulptur | Standort: Wohnhausanlage |
| ja   | Datei hochladen | Anubis ID: 41100                                                                             | Profanplastiken/Kunst am Bau freistehend | Hartlgasse 28-30 Standort                                                              | Walter Angerer-Niketa | ca. 1989  | Steinplastik | Standort: Wohnhausanlage, Grünanlage vor dem Haus                                                                                      |
| ja   | Datei hochladen | Marsyas II ID: 74770 HERIS-ID: 62881 Objekt-ID: 75472                                        | Denkmäler                                | Höchstädtplatz Standort                                                                | Alfred Hrdlicka       | 1964      | Bronzeplastik, Darstellung des Marsyas-Mythos. Inschrift: Der Opfer und Kämpfer gegen faschistische Gewaltherrschaft, Rassenhass und Krieg gewidmet von der KPÖ | |
| ja   | Datei hochladen | Johann Koplenig Denkmal ID: 74773 HERIS-ID: 62882 Objekt-ID: 75473                           | Denkmäler                                | Höchstädtplatz Standort                                                                | Jan Schneider         |           | Pfeiler mit Relieftafel für Johann Koplenig | |
| ja   | Datei hochladen | 2 Sandsteinfiguren „Schreitender und Schreitende“ ID: 78488 HERIS-ID: 62886 Objekt-ID: 75478 | Profanplastiken/Kunst am Bau freistehend | Kapaunplatz Standort                                                                   | Karl Stemolak         | 1933      | Sandsteinfiguren | Standort: Friedrich-Engels-Platz-Hof                                                                                                   |
| ja   | Datei hochladen | Mosaikwand „Himmelsgewölbe“ ID: 86737                                                        | Profanplastiken/Kunst am Bau freistehend | Klosterneuburger Straße 99-105 / Adalbert-Stifter-Straße Standort                      | Hermine Aichenegg     |           | Glasmosaik auf freistehender Betonwand | Standort: Wohnanlage |
| ja   | Datei hochladen | Mosaikwand „Spiralnebel“ ID: 41010                                                           | Profanplastiken/Kunst am Bau freistehend | Klosterneuburger Straße 99-105 / Adalbert-Stifter-Straße Standort                      | Hermine Aichenegg     |           | Glasmosaik auf freistehender Betonwand | Standort: Wohnhausanlage |
| ja   | Datei hochladen | Mosaikwand „Gestirne“ (1.) ID: 41746                                                         | Profanplastiken/Kunst am Bau freistehend | Klosterneuburger Straße 99-105 / Adalbert-Stifter-Straße Standort                      | Anton Lehmden         |           | Glasmosaik auf freistehender Betonwand | Standort: Wohnhausanlage |
| ja   | Datei hochladen | Mosaikwand „Gestirne“ (2) ID: 86739                                                          | Profanplastiken/Kunst am Bau freistehend | Klosterneuburger Straße 99-105 / Adalbert-Stifter-Straße Standort                      | Anton Lehmden         |           | Glasmosaik auf freistehender Betonwand | Standort: Wohnhausanlage |
| ja   | Datei hochladen | Mosaikwand „Himmel“ ID: 86750                                                                | Profanplastiken/Kunst am Bau freistehend | Klosterneuburger Straße 99-105 / Adalbert-Stifter-Straße Standort                      | Maximilian Melcher    |           | Glasmosaik auf freistehender Betonwand | Standort: Wohnhausanlage |
| ja   | Datei hochladen | Mosaikwand „Planetensystem“ ID: 41896                                                        | Profanplastiken/Kunst am Bau freistehend | Klosterneuburger Straße 99-105 / Adalbert-Stifter-Straße Standort                      | Arnulf Neuwirth       |           | Glasmosaik auf freistehender Betonwand | Standort: Wohnhausanlage |
| ja   | Datei hochladen | Mosaikwand „Sonnenfinsternis“ ID: 86740                                                      | Profanplastiken/Kunst am Bau freistehend | Klosterneuburger Straße 99-105 / Adalbert-Stifter-Straße Standort                      | Arnulf Neuwirth       |           | Glasmosaik auf freistehender Betonwand | Standort: Wohnhausanlage |
| ja   | Datei hochladen | Mosaikwand „Aufsteigender Himmelskörper“ ID: 42642                                           | Profanplastiken/Kunst am Bau freistehend | Klosterneuburger Straße 99-105 / Adalbert-Stifter-Straße Standort                      | Karl Anton Wolf       |           | Glasmosaike auf freistehender Betonwand | Standort: Wohnhausanlage |
| ja   | Datei hochladen | Mosaikwand „Herabfallender Himmelskörper“ ID: 86738                                          | Profanplastiken/Kunst am Bau freistehend | Klosterneuburger Straße 99-105 / Adalbert-Stifter-Straße Standort                      | Karl Anton Wolf       |           | Glasmosaik auf freistehender Betonwand | Standort: Wohnhausanlage |
| ja   | Datei hochladen | Gänsebrunnen ID: 41591 HERIS-ID: 63434 Objekt-ID: 76096                                      | Profanplastiken/Kunst am Bau freistehend | Leipziger Straße / Jägerstraße 62 Standort                                             | Alois Heidel          | 1959      | Bronzeplastik auf Kunststeinschale (zurzeit nur die Schale an Ort und Stelle) | Standort: Wohnhausanlage |
| ja   | Datei hochladen | Donauweibchen ID: 42510 HERIS-ID: 62915 Objekt-ID: 75509                                     | Profanplastiken/Kunst am Bau freistehend | Marchfeldstraße 16-18 / Vorgartenstraße Standort                                       | Rudolf Schwaiger      | 1975      | Marmorskulptur | Standort: Wohnhausanlage |
| ja   | Datei hochladen | Hl. Johannes von Nepomuk ID: 46627                                                           | Sakrale Kleindenkmäler                   | Nordwestbahnstrasse 45 Standort                                                        |                       |           | Im Hof des Hauses Nordwestbahnstraße 45 steht eine Statue Johannes Nepomuks aus der Zeit vor 1872. Bis zu ihrer Versetzung im Jahr 1872 im Zuge der Donauregulierung stand sie in der Donauau. | Standort: Im Hof. Ursprünglich Standort war in der Au, im Zuge der Donauregulierung 1872 versetzt worden. Öffentlich nicht zugänglich. |
| ja   | Datei hochladen | „Denkmal der Kinderrechte“ ID: 74777                                                         | Denkmäler                                | Platz der Kinderrechte – Dresdnerstraße/Winarskystraße. Standort                       |                       | 2008      | | |
| BW   | Datei hochladen | Trinkbrunnen ID: 41294                                                                       | Profanplastiken/Kunst am Bau freistehend | Spielmanngasse 1, Volksschule Standort                                                 | Franz Anton Coufal    | 1968      | Natursteinbrunnen | |
| ja   | Datei hochladen | Keim ID: 41244                                                                               | Profanplastiken/Kunst am Bau freistehend | Spielmanngasse 5 / Lorenz-Müller-Gasse / Brigittenauer Lände 170 Standort              | Heinrich Deutsch      | 1971      | Kunststeinplastik | Standort: Wohnhausanlage, Stiege 9 |
| ja   | Datei hochladen | Stehende Figur ID: 41394 HERIS-ID: 63425 Objekt-ID: 76087                                    | Profanplastiken/Kunst am Bau freistehend | Spielmanngasse 5 / Lorenz-Müller-Gasse / Brigittenauer Lände 170 Standort              | Roland Goeschl        | 1968      | Natursteinplastik | Standort: Wohnhausanlage, Stiege 5 |
| ja   | Datei hochladen | Gärtner ID: 41410 HERIS-ID: 63432 Objekt-ID: 76094                                           | Profanplastiken/Kunst am Bau freistehend | Wallensteinstraße 68-70 / Sachsenplatz 17 Standort                                     | Franz Fischer         | 1959      | Bronzeplastik | Standort: Wohnhausanlage |
| ja   | Datei hochladen | Mutter mit zwei Kindern ID: 42503 HERIS-ID: 63433 Objekt-ID: 76095                           | Profanplastiken/Kunst am Bau freistehend | Wallensteinstraße 68-72 / Sachsenplatz 17 Standort                                     | Rudolf Schwaiger      | 1959      | Natursteinplastik | Standort: Wohnhausanlage |
| ja   | Datei hochladen | Gregor Mendel Denkmal ID: 74779 HERIS-ID: 62867 Objekt-ID: 75456                             | Denkmäler                                | Wehlistraße/Aignerstraße. Standort                                                     | Mario Petrucci        | 1954      | Pfeiler mit Inschriftentafel und separater Gedenkstein für Gregor Mendel | |
| ja   | Datei hochladen | Denkmal der Opfer des Faschismus ID: 75513                                                   | Denkmäler                                | Wexstraße 13. Standort                                                                 |                       |           | | Standort: vor Straßenbahnremise |